# Bernhard Hülsemann
Heinrich Friedrich Bernhard Hülsemann (* 3. März 1827 in Emden; † 17. März 1907 in Eisenach) war ein preußischer Generalmajor.

## Leben

### Herkunft
Bernhard war ein Sohn des hannoverschen Oberst und Kommandanten von Lingen Friedrich Hülsemann († 1845), der bereits in der King’s German Legion gedient hatte, und dessen Ehefrau Margarete, geborene Hönemann († 1861).

### Militärkarriere
Nach dem Besuch des Gymnasiums in Lingen und des Kadettenhauses in Hannover wurde Hülsemann am 1. Mai 1846 im 4. Infanterie-Regiment der Hannoverschen Armee angestellt. Mit Patent vom 5. Oktober 1846 avancierte er am 10. November 1846 zum Sekondeleutnant. Als solcher nahm er 1849 am Krieg gegen Dänemark teil, wo sein Verband mit der Sicherung der Elbe- und Wesermündung beauftragt war. Von Oktober 1850 bis März 1851 absolvierte er zur weiteren Ausbildung die Kriegsakademie in Hannover. Am 1. Juli 1852 folgte seine Ernennung zum Regimentsadjutanten und in dieser Eigenschaft stieg er bis 16. Mai 1859 zum Hauptmann auf. Anschließend war Hülsemann zunächst Kompanieführer und wurde Ende Mai 1860 zum Kompaniechef ernannt. Während des Krieges gegen Preußen nahm er 1866 an der Schlacht bei Langensalza teil und erhielt für sein Wirken den Guelphen-Orden IV. Klasse.
Nach dem verlorenen Krieg und der Annexion des Königreichs Hannover trat Hülsemann am 9. März 1867 als Hauptmann mit Patent vom 12. Juni 1859 in die Preußische Armee ein, wurde dem 1. Posenschen Infanterie-Regiment Nr. 18 aggregiert und Ende September 1867 als Kompaniechef einrangiert. Während der Mobilmachung anlässlich des Krieges gegen Frankreich war er ab dem 17. Juli 1870 als Kommandeur des III. Bataillon im 5. kombinierten Landwehr-Regiment in Samter kommandiert. Er avancierte zum Major, nahm an der Belagerung von Metz sowie den Ausfallgefechten bei Chieulles und Rupigny teil und wurde in der Schlacht bei Noisseville schwer verwundet.
Ausgezeichnet mit dem Eisernen Kreuz II. Klasse kehrte Hülsemann nach dem Vorfrieden von Versailles am 26. März 1871 zu seinem Regiment zurück und wurde am 8. November 1871 zum Kommandeur des Füsilier-Bataillons ernannt. In dieser Eigenschaft stieg er am 3. Juli 1875 zum Oberstleutnant auf, nahm im Herbst 1877 an der Generalstabsreise teil und war anschließend von Mitte Oktober 1877 bis Mitte Februar 1878 Kommandeur des Südabschnitts der Grenzbesatzung in Oberschlesien, wo ein Vordringen der Rinderpest verhindert werden sollte. Am 15. März 1879 erfolgte seine Ernennung zum Kommandeur des 1. Rheinischen Infanterie-Regiments Nr. 25 und am 11. Juni 1879 die Beförderung zum Oberst. In Genehmigung seines Abschiedsgesuches wurde Hülsemann am 13. März 1884 mit dem Charakter als Generalmajor und mit Pension zur Disposition gestellt. Nach seiner Verabschiedung erhielt er am 22. März 1897 den Kronen-Orden II. Klasse. Er starb am 17. März 1907 in Eisenach.

### Familie
Hülsemann heiratete am 2. Juni 1857 in Stade Marie Schuster (1857–1911). Das Paar hatte mehrere Kinder:
- Irmgard (* 1859) ⚭ 1881 Robert Zimmer-Vorhaus (1844–1912), preußischer Oberstleutnant
- Friedrich (* 1861)